# Spressa delle Giudicarie
Spressa delle Giudicarie és un formatge italià de pasta premsada semicuita elaborat amb llet crua de vaca a la regió de Trentino - Alto Adige, a les valls de la Giudicarie, sobretot a la vall de Rendena i Ledro. Gaudeix d'una denominació d'origen protegida a nivell europeu pel Reg. CE n.º 2275/03 (Diari Oficial de les Comunitats Europees de 23 de desembre de 2003). Tendre, es pot consumir després d'una maduració de tres mesos, mentre que el madurat té més de sis mesos. Durant els tres mesos d'estiu s'elabora en malgas a partir dels 1.700 m d'altitud i l'aliment alpí li proporciona al formatge unes aromes i uns sabors característics de l'alpeggio.
La llet prové de la raça Rendena en la seva major part, la raça autòctona, però també de la Bruna, Grigio Alpina, Frisona i Pezzata Rossa. Per produir-lo s'acumula la llet de dues munyides, la vespertina i la matutina.

## Història

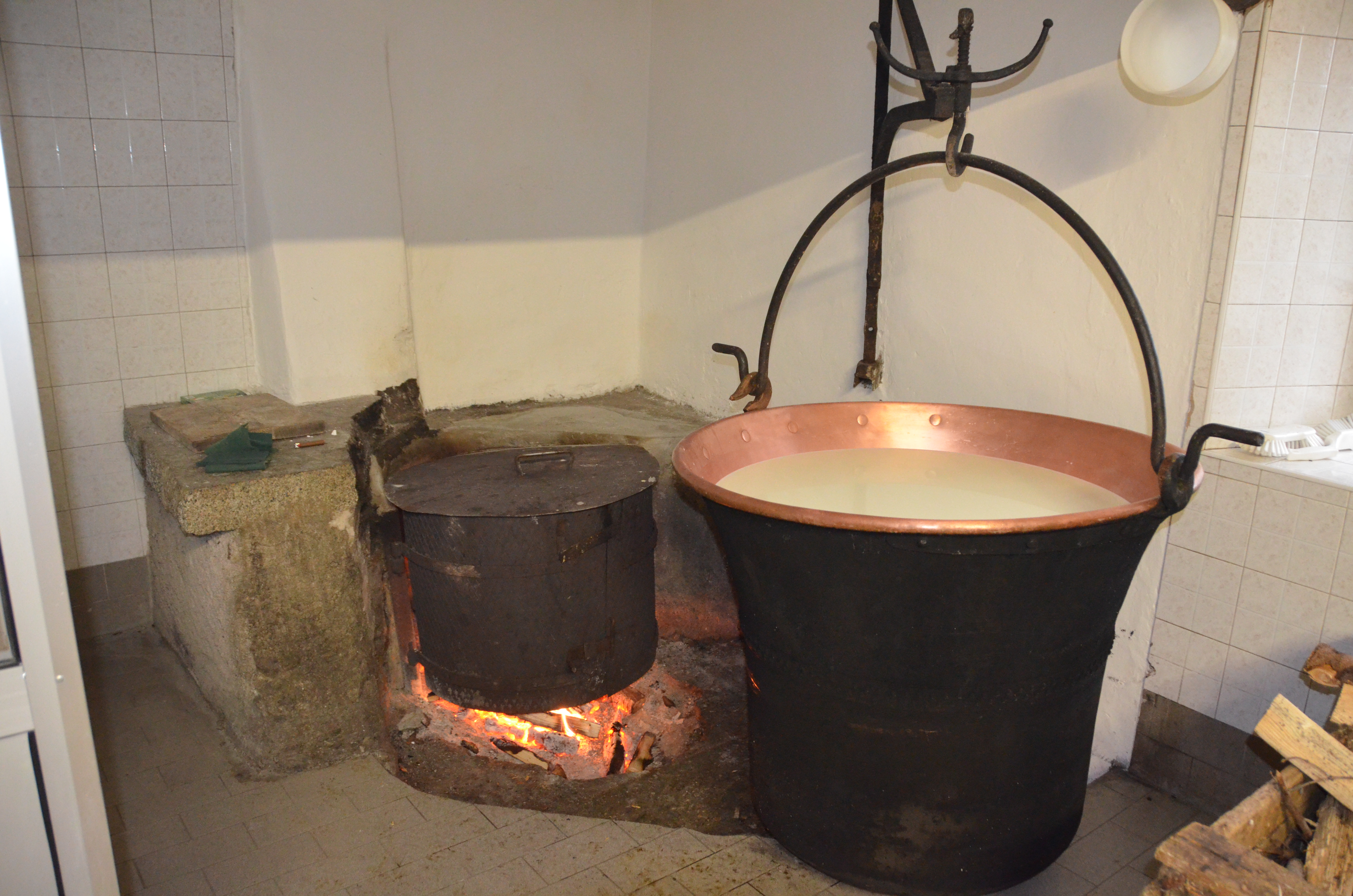
Preparant el foc per fer spressa a la Malga Mondifrà, Campo Carlo Magno. Caldera d'aram amb prop de 500 l de llet

En el passat l'spressa era essencialment un producte "residual", quan els agricultors i els ramaders lleters tractaven d'obtenir la major quantitat possible de llet per fer mantega, que era el que més bé pagava el mercat local. La llet descremada que quedava era utilitzada per a la producció d'un formatge pobre, de consum reservat gairebé exclusivament a la família de l'agricultor. El nom "Spressa" deriva del dialecte "spress", és a dir, molt espremut.
Les primeres referències històriques es remunten a l'antiguitat, com ho demostra la Regola di Spinale e Manez del 1249. Més recentment, les referències a aquest tipus de formatge es pot trobar a Urbario de Marini, en la qual, per als anys 1915 i 1916, mostra la "polenta Spressa" com a formatge típic.
Avui en dia, l'spressa Giudicarie ja no és un formatge molt magre com ho era abans; la recuperació econòmica i l'augment del turisme i de l'artesania locals, han reviscut les àrees de producció d'aquest formatge de la pobresa i la necessitat. Però la tradició local encara manté la tècnica de processament de llet baixa en greix, encara que només de desnata durant la nit la munyida del vespre. La qualitat i el sabor hi ha sortint guanyant, ja que el formatge que es produeix en l'actualitat té un contingut en greix lleugerament més alt que el d'abans.

## Zona de producció
La zona de producció es troba al Trentino occidental, a les valls de la Giudicarie, especialment la vall Rendena i la de Ledro, en part dins del parc natural de l'Adamello-Brenta. És un dels formatges més antics de les muntanyes dels Alps.